# Distrito de Huambo (Caylloma)
El distrito de Huambo es uno de los veinte que conforman la provincia de Caylloma, ubicada en el departamento de Arequipa, en el Sur del Perú.
Desde el punto de vista jerárquico de la Iglesia católica forma parte de la Arquidiócesis de Arequipa.

## Historia
El distrito fue creado mediante Ley del 4 de noviembre de 1889, en el gobierno del Presidente Andrés Avelino Cáceres.

## Geografía
El poblado se encuentra en la parte inferior del Cañón del Colca a 3 330 m s. n. m.
Los cultivos propios de la zona son los campos de Orégano (90% de la producción es para exportación), maíz, habas, alfalfa, papas, frutales (palto, lúcuma, manzano, membrillo, tunas, higueras, etc.) y quinua, cambia según vamos subiendo a ichu (pasto andino largo ) y la yareta al alcanzar los 4 000 m s. n. m.

## Núcleos poblados
Las principales localidades son su capital Huambo y Chinini. Otros asentamientos humanos son Yanaccoto, Sajarhua, Canco y Ccochahuasa.

## Patrimonio

### Ruinas de Jayaquima
Gran complejo de ruinas de la cultura Cabana, situado en la parte superior de una colina con vista de Huambo, al otro lado el centro poblado de Chinini.

### Lago de Mucurca
Situado en 4 310 m s. n. m. antes de llegar podemos apreciar algunos cráteres de meteoritos y también un pequeño volcán en forma de agua de primavera. La laguna se encuentra rodeada por cumbres, destacando los volcanes Hualca Hualca, Sabancaya y Ampato.

### Canco
Pequeño oasis en el cruce del río Colca y el río Huambo situado a 1 400 m s. n. m.
Tiene un área agrícola de 32 hectáreas. Produce plátanos, mangos papaya, tunas, ají. etc.

## Autoridades

### Municipales
- 2019 - 2022[4]
  - Alcalde: Felipe Getulio Huaira Soto, de Arequipa Renace.
  - Regidores:

  1. Ángel Gerónimo Quispe Cáceres (Arequipa Renace)
  2. Delfina Floritanita Colque Quispe (Arequipa Renace)
  3. Noé Hermógenes Gómez De la Cruz (Arequipa Renace)
  4. Margarita Cristina Flores Condory (Arequipa Renace)
  5. Sixto Castor Chávez Quispe (Movimiento Regional Arequipa Avancemos)

Alcaldes anteriores
- 2011-2014: Glenn Jimmy Begazo Bejarano
- 2007-2010: Jorge Saúl Robles Álvarez Pari.

## Festividades
- San Lorenzo 8 de agosto hasta el 17 de agosto. Corrida de toros los días 11 y 12 de agosto.

Día central 10 de agosto.
- Carnavales.
- Semana Santa.

## Galería

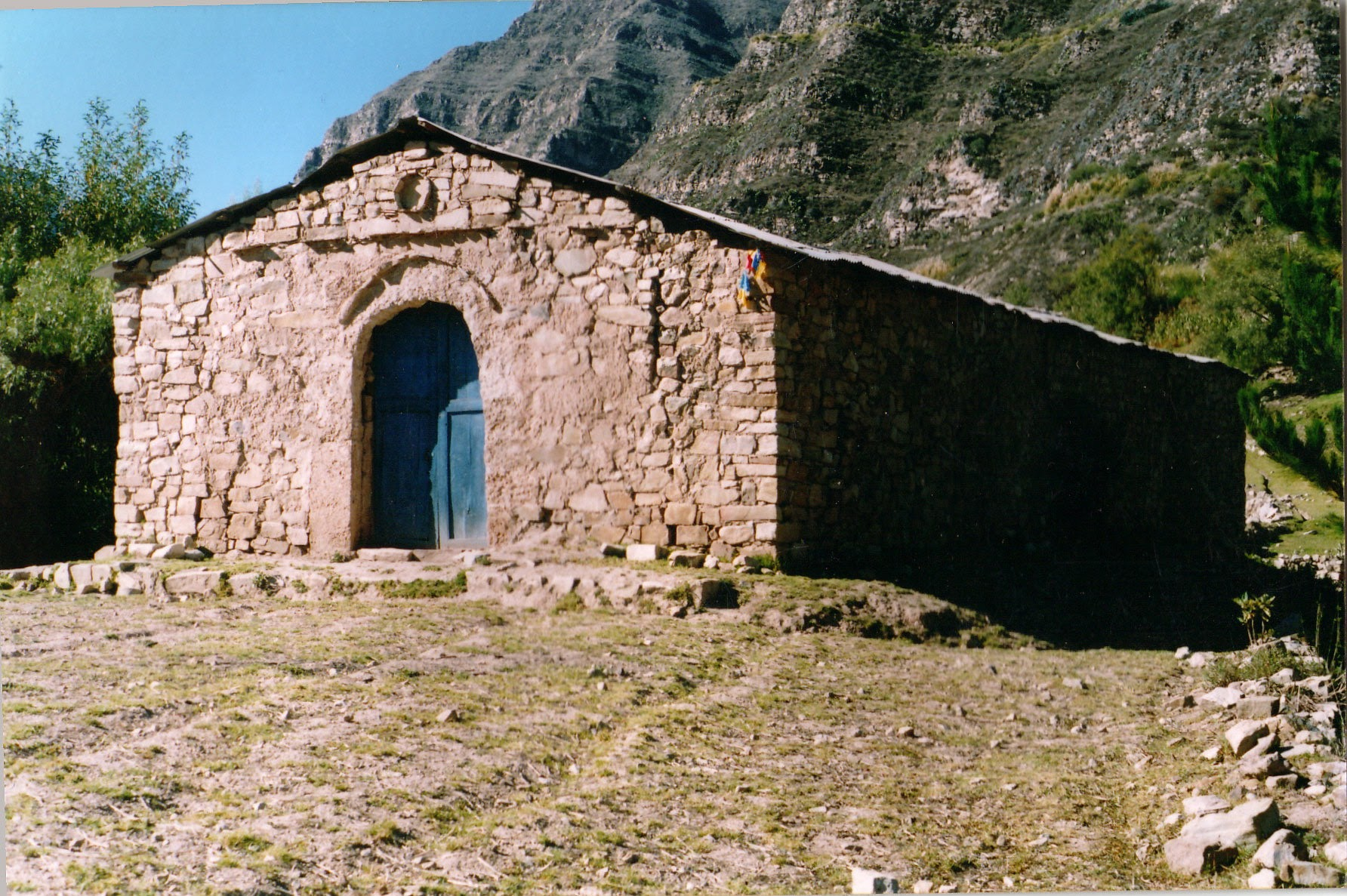
Iglesia de Purumarca.
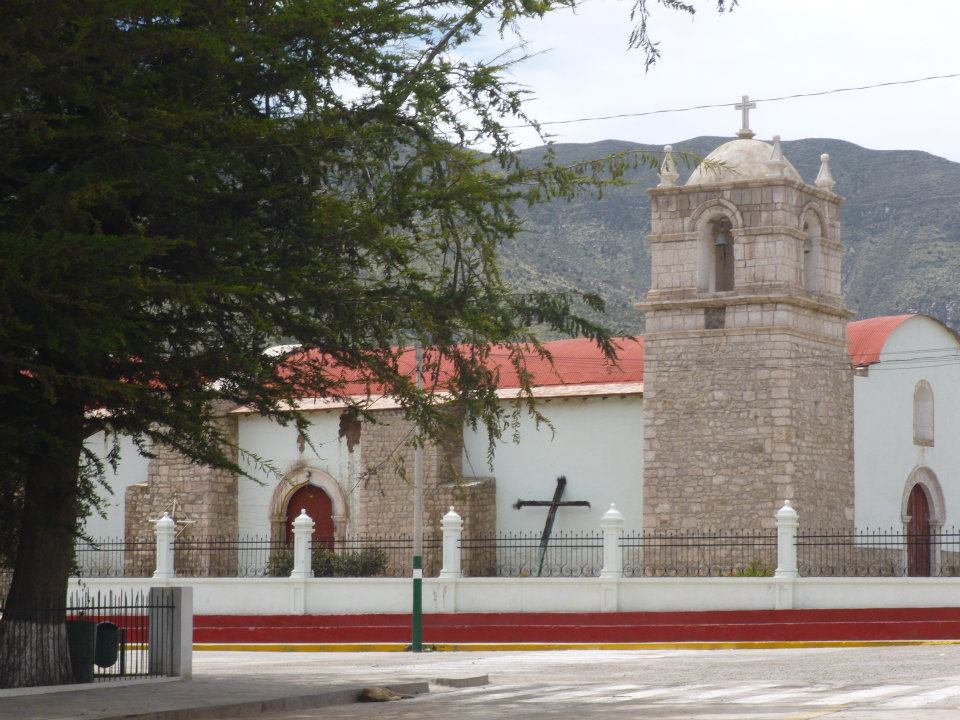
Iglesia de San Lorenzo Mártir en Huambo, la capital distrital.
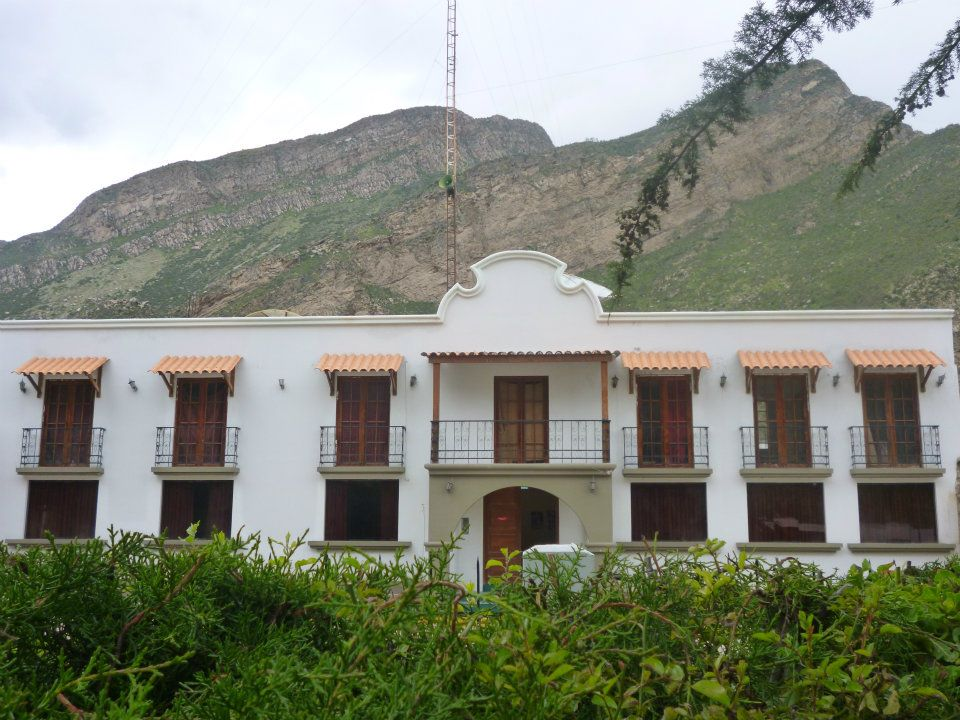
Palacio Municipal de Huambo.
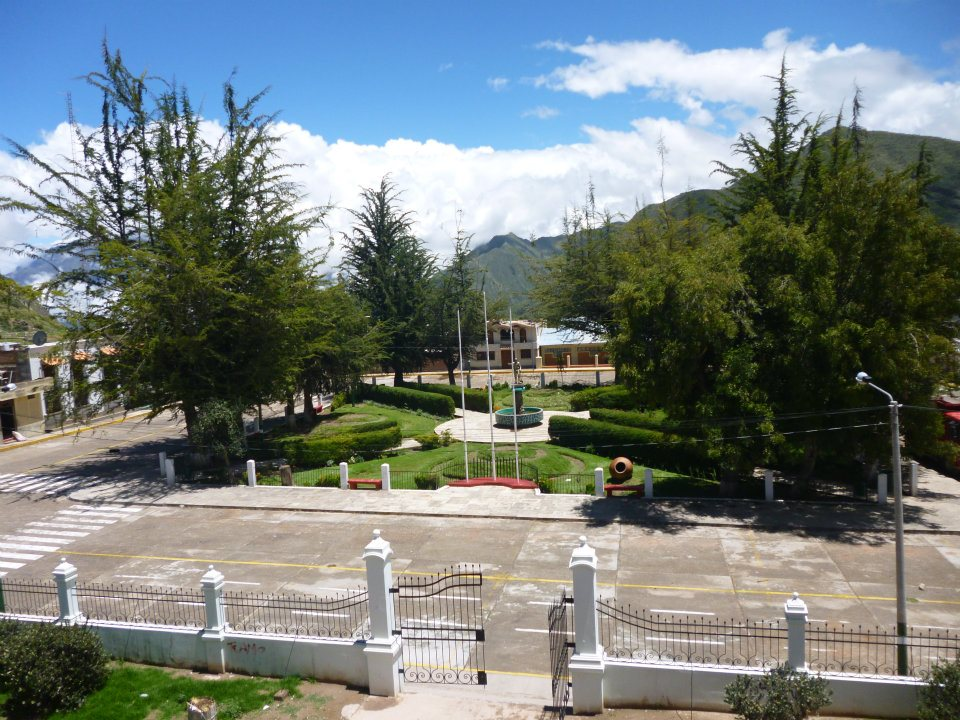
Vista de la plaza Mayor de Huambo.